# Kosztowy Krasowy
Kosztowy Krasowy – nieczynny przystanek kolejowy w Mysłowicach, w dzielnicy Krasowy, w województwie śląskim, w Polsce. Przez przystanek przechodzi częściowo rozebrana linia kolejowa biegnąca od posterunku odgałęźnego Mysłowice do posterunku odgałęźnego Mąkołowiec. Druga linia kolejowa prowadzi z przystanku Lędziny Świniowy.